# 대한민국의 리 목록 (가)
다음은 대한민국의 리 목록이다. 이 목록은 법정리 기준으로만 작성되었다.

## 가
| 리명       | 소재지 |
| ---------- | --- |
| 가리       | 경기도 안성시 일죽면 충청북도 영동군 영동읍 충청남도 예산군 삽교읍 경상북도 예천군 유천면 |
| 가거도리   | 전라남도 신안군 흑산면 |
| 가계리     | 경상남도 산청군 생비량면 |
| 가고리     | 충청북도 보은군 산외면 |
| 가곡리     | 경기도 남양주시 화도읍 경기도 평택시 진위면 강원특별자치도 원주시 지정면 강원특별자치도 횡성군 공근면 충청남도 당진시 송산면 충청남도 논산시 노성면 충청남도 홍성군 갈산면 충청남도 부여군 은산면 충청북도 청주시 청원구 오창읍 충청북도 영동군 양산면 충청북도 영동군 용산면 경상북도 문경시 산북면 경상북도 상주시 외서면 경상북도 예천군 개포면 경상북도 안동시 풍천면 경상북도 영양군 일월면 경상북도 봉화군 상운면 전북특별자치도 장수군 계남면 전북특별자치도 임실군 덕치면 전라남도 영광군 홍농읍 전라남도 곡성군 오산면 경상남도 밀양시 상남면 |
| 가공리     | 충청남도 서천군 기산면 |
| 가교리     | 충청남도 공주시 사곡면 충청남도 당진시 송악읍 전라남도 완도군 고금면 |
| 가구리     | 충청남도 서산시 고북면 경상북도 안동시 와룡면 |
| 가금리     | 경기도 김포시 하성면 경상북도 청도군 이서면 |
| 가남리     | 전북특별자치도 순창군 순창읍 |
| 가납리     | 경기도 양주시 광적면 |
| 가내리     | 충청남도 아산시 신창면 |
| 가단리     | 강원특별자치도 철원군 철원읍 |
| 가담리     | 강원특별자치도 횡성군 횡성읍 |
| 가당리     | 전북특별자치도 무주군 부남면 |
| 가대리     | 충청북도 단양군 가곡면 |
| 가덕리     | 충청남도 부여군 옥산면 충청남도 부여군 외산면 충청남도 아산시 신창면 충청남도 예산군 광시면 전북특별자치도 임실군 신평면 전라남도 함평군 신광면 경상남도 하동군 금성면 |
| 가도리     | 경상북도 문경시 호계면 |
| 가동리     | 충청북도 영동군 양강면 전라남도 함평군 함평읍 전라남도 화순군 춘양면 경상남도 김해시 한림면 |
| 가라피리   | 강원특별자치도 양양군 서면 |
| 가락리     | 충청북도 청주시 흥덕구 옥산면 경상남도 의령군 용덕면 |
| 가란리     | 전라남도 신안군 압해읍 |
| 가려리     | 경상남도 고성군 거류면 |
| 가례리     | 경상북도 김천시 대덕면 경상남도 밀양시 무안면 경상남도 의령군 가례면 |
| 가룡리     | 전라남도 신안군 압해읍 |
| 가류리     | 경상북도 안동시 와룡면 |
| 가륜리     | 경상북도 고령군 덕곡면 |
| 가리산리   | 강원특별자치도 인제군 인제읍 |
| 가림리     | 전북특별자치도 진안군 진안읍 |
| 가마리     | 충청북도 청주시 서원구 남이면 |
| 가막리     | 전북특별자치도 진안군 진안읍 경상북도 상주시 모서면 |
| 가목리     | 강원특별자치도 정선군 임계면 |
| 가미리     | 경상남도 의령군 용덕면 |
| 가방리     | 경상남도 진주시 금산면 |
| 가배리     | 경상남도 거제시 동부면 |
| 가복리     | 경상남도 창녕군 성산면 |
| 가봉리     | 전라남도 화순군 춘양면 경상남도 진주시 금곡면 |
| 가사리     | 강원특별자치도 정선군 신동읍 충청남도 서산시 부석면 전라남도 영광군 군서면 경상북도 포항시 북구 죽장면 |
| 가사도리   | 전라남도 진도군 조도면 |
| 가산리     | 경기도 여주시 대신면 경기도 이천시 부발읍 경기도 포천시 가산면 충청북도 단양군 단성면 충청북도 진천군 진천읍 충청북도 청주시 상당구 남일면 충청남도 공주시 의당면 충청남도 아산시 선장면 충청남도 천안시 서북구 입장면 충청남도 홍성군 금마면 전북특별자치도 남원시 운봉읍 전라남도 담양군 담양읍 전라남도 신안군 비금면 경상북도 구미시 도개면 경상북도 영덕군 창수면 경상북도 의성군 가음면 경상북도 칠곡군 가산면 경상남도 김해시 한림면 경상남도 밀양시 부북면 경상남도 사천시 축동면 경상남도 양산시 동면 경상남도 진주시 이반성면 경상남도 합천군 묘산면 |
| 가상리     | 경상북도 영천시 화산면 |
| 가선리     | 충청북도 영동군 양산면 경상남도 진주시 일반성면 |
| 가성리     | 전북특별자치도 순창군 인계면 |
| 가송리     | 충청남도 천안시 동남구 풍세면 충청남도 홍성군 장곡면 전라남도 나주시 공산면 경상북도 안동시 도산면 |
| 가수리     | 강원특별자치도 정선군 정선읍 전라남도 화순군 동복면 경상북도 영천시 고경면 경상남도 의령군 화정면 |
| 가술리     | 경상남도 산청군 신등면 경상남도 창원시 의창구 대산면 |
| 가시리     | 제주특별자치도 서귀포시 표선면 |
| 가신리     | 충청북도 충주시 노은면 충청남도 부여군 임천면 |
| 가실리     | 경기도 용인시 처인구 포곡읍 전라북도 김제시 진봉면 |
| 가아리     | 강원특별자치도 인제군 인제읍 |
| 가안리     | 경상북도 포항시 북구 기계면 |
| 가암리     | 대구광역시 군위군 삼국유사면 전라남도 담양군 가사문학면 전라남도 화순군 한천면 경상북도 성주군 벽진면 |
| 가야리     | 경기도 여주시 강천면 경기도 파주시 법원읍 전라남도 고흥군 도덕면 경상북도 경산시 진량읍 경상북도 안동시 와룡면 경상북도 예천군 용궁면 경상남도 함안군 가야읍 |
| 가양리     | 경기도 포천시 창수면 충청북도 청주시 상당구 미원면 충청남도 서천군 마산면 |
| 가업리     | 경기도 양주시 백석읍 |
| 가연리     | 경상남도 함안군 칠북면 |
| 가오리     | 전라북도 부안군 상서면 |
| 가오작리   | 강원특별자치도 양구군 국토정중앙면 |
| 가옥리     | 전라북도 무주군 무주읍 |
| 가용리     | 전라남도 완도군 완도읍 |
| 가운리     | 전라남도 나주시 다시면 |
| 가원리     | 경상북도 의성군 다인면 |
| 가월리     | 경기도 파주시 적성면 |
| 가유리     | 경기도 안성시 고삼면 |
| 가율리     | 경기도 안성시 보개면 |
| 가을리     | 인천광역시 옹진군 백령면 |
| 가의도리   | 충청남도 태안군 근흥면 |
| 가인리     | 경상남도 남해군 창선면 경상남도 밀양시 산내면 |
| 가일리     | 경기도 가평군 설악면 강원특별자치도 춘천시 사북면 경상북도 경산시 압량읍 |
| 가입리     | 전라남도 무안군 현경면 |
| 가장리     | 전라남도 여수시 율촌면 경상북도 상주시 이안면 |
| 가재리     | 경기도 화성시 팔탄면 |
| 가재월리   | 경기도 용인시 처인구 원삼면 |
| 가전리     | 강원특별자치도 인제군 서화면 충청남도 천안시 동남구 병천면 |
| 가정리     | 경기도 여주시 북내면 강원특별자치도 춘천시 남면 충청남도 홍성군 광천읍 전라남도 곡성군 겸면 경상북도 경주시 현곡면 경상남도 진주시 대곡면 |
| 가좌리     | 경기도 용인시 처인구 백암면 경기도 이천시 부발읍 충청북도 청주시 서원구 남이면 충청북도 청주시 청원구 오창읍 충청남도 서산시 운산면 전라남도 해남군 화산면 경상북도 문경시 산북면 |
| 가중리     | 충청북도 청주시 상당구 남일면 충청남도 부여군 은산면 |
| 가증리     | 충청남도 부여군 부여읍 |
| 가지리     | 충청남도 예산군 신양면 경상남도 거창군 거창읍 |
| 가진리     | 강원특별자치도 고성군 죽왕면 경상남도 진주시 진성면 |
| 가차리     | 전라남도 해남군 송지면 |
| 가창리     | 경기도 용인시 처인구 백암면 |
| 가채리     | 경기도 포천시 신북면 |
| 가척리     | 충청남도 공주시 탄천면 경상북도 경산시 용성면 |
| 가천리     | 대구광역시 달성군 구지면 울산광역시 울주군 삼남읍 경기도 연천군 왕징면 강원특별자치도 횡성군 안흥면 전북특별자치도 완주군 경천면 경상북도 상주시 청리면 경상북도 영양군 일월면 경상북도 영천시 신녕면 경상북도 칠곡군 동명면 경상남도 고성군 개천면 경상남도 합천군 가야면 |
| 가촌리     | 경상남도 양산시 물금읍 |
| 가춘리     | 충청북도 충주시 엄정면 |
| 가치리     | 전라남도 진도군 지산면 |
| 가탑리     | 충청남도 부여군 부여읍 |
| 가태리     | 대구광역시 달성군 유가읍 |
| 가파리     | 제주특별자치도 서귀포시 대정읍 |
| 가평리     | 강원특별자치도 양양군 손양면 충청북도 단양군 매포읍 전북특별자치도 고창군 신림면 경상북도 봉화군 물야면 |
| 가풍리     | 충청북도 옥천군 옥천읍 |
| 가학리     | 충청남도 당진시 송악읍 전라남도 완도군 금당면 전라남도 완도군 소안면 전라남도 장흥군 대덕읍 전라남도 진도군 지산면 전라남도 해남군 계곡면 |
| 가항리     | 경상남도 창녕군 유어면 |
| 가현리     | 경기도 김포시 통진읍 경기도 양평군 청운면 경상남도 의령군 정곡면 경상남도 합천군 청덕면 |
| 가호리     | 대구광역시 군위군 부계면 충청북도 청주시 상당구 문의면 경상남도 합천군 용주면 |
| 가화리     | 충청남도 부여군 충화면 전라남도 고흥군 도화면 경상남도 사천시 곤양면 경상남도 진주시 명석면 |
| 가회리     | 충청남도 부여군 세도면 |
| 가흥리     | 충청북도 충주시 중앙탑면 전라남도 나주시 다시면 경상남도 함양군 마천면 |
| 각리       | 충청북도 청주시 청원구 오창읍 |
| 각계리     | 충청북도 영동군 심천면 경상북도 청도군 이서면 |
| 각기리     | 충청북도 단양군 적성면 |
| 각대리     | 충청남도 부여군 은산면 |
| 각동리     | 강원특별자치도 영월군 김삿갓면 전라남도 나주시 봉황면 |
| 각리리     | 경상북도 영덕군 병곡면 |
| 각산리     | 경상북도 청송군 진보면 경상북도 칠곡군 기산면 |
| 각서리     | 경상북도 문경시 문경읍 |
| 각이리     | 전라남도 영광군 낙월면 |
| 각평리     | 경기도 이천시 마장면 |
| 각회리     | 충청북도 음성군 금왕읍 |
| 간리       | 강원특별자치도 양양군 손양면 |
| 간경리     | 대구광역시 달성군 옥포읍 |
| 간곡리     | 강원특별자치도 양양군 강현면 |
| 간공리     | 경상남도 산청군 신등면 |
| 간대리     | 충청남도 부여군 세도면 |
| 간매리     | 경기도 여주시 강천면 |
| 간문리     | 전라남도 구례군 간전면 |
| 간방리     | 경상북도 예천군 보문면 |
| 간상리     | 경상북도 상주시 중동면 경상남도 창녕군 고암면 |
| 간송리     | 경상북도 문경시 동로면 |
| 간양리     | 충청남도 예산군 예산읍 |
| 간월도리   | 충청남도 서산시 부석면 |
| 간중리     | 전라북도 완주군 용진읍 |
| 간척리     | 강원특별자치도 화천군 간동면 |
| 간촌리     | 강원특별자치도 고성군 간성읍 전라북도 익산시 삼기면 |
| 간파리     | 경기도 연천군 전곡읍 |
| 간평리     | 강원특별자치도 평창군 진부면 |
| 간현리     | 강원특별자치도 원주시 지정면 |
| 갈계리     | 전북특별자치도 남원시 아영면 경상남도 거창군 북상면 |
| 갈곡리     | 경기도 파주시 법원읍 전라남도 영암군 신북면 경상북도 경주시 천북면 경상남도 진주시 문산읍 |
| 갈곶리     | 경기도 평택시 진위면 경상남도 거제시 남부면 |
| 갈구리     | 경상북도 예천군 예천읍 |
| 갈금리     | 충청북도 괴산군 연풍면 |
| 갈남리     | 강원특별자치도 삼척시 원덕읍 |
| 갈담리     | 경기도 용인시 처인구 모현읍 전북특별자치도 임실군 강진면 |
| 갈동리     | 전라남도 강진군 작천면 경상북도 문경시 농암면 |
| 갈두리     | 전라남도 화순군 이서면 |
| 갈마리     | 충청남도 서산시 부석면 전북특별자치도 고창군 대산면 전북특별자치도 임실군 임실읍 전라남도 순천시 주암면 경상북도 예천군 개포면 |
| 갈마곡리   | 강원특별자치도 홍천군 홍천읍 |
| 갈매리     | 충청남도 아산시 배방읍 |
| 갈면리     | 경상북도 울진군 매화면 |
| 갈목리     | 충청북도 보은군 속리산면 |
| 갈사리     | 경상남도 하동군 금성면 |
| 갈산리     | 경기도 김포시 월곶면 충청북도 청주시 상당구 낭성면 충청남도 논산시 광석면 충청남도 당진시 순성면 충청남도 부여군 외산면 충청남도 서산시 운산면 충청남도 아산시 탕정면 충청남도 홍성군 홍북읍 세종특별자치시 부강면 전북특별자치도 완주군 이서면 전북특별자치도 익산시 금마면 전북특별자치도 익산시 성당면 경상북도 봉화군 재산면 경상북도 영주시 장수면 |
| 갈신리     | 충청남도 예산군 대흥면 |
| 갈오리     | 충청남도 홍성군 갈산면 |
| 갈용리     | 전라북도 진안군 정천면 |
| 갈운리     | 경기도 양평군 청운면 |
| 갈원리     | 충청북도 청주시 서원구 남이면 |
| 갈월리     | 경기도 포천시 신북면 충청북도 진천군 백곡면 |
| 갈읍리     | 충청북도 괴산군 칠성면 |
| 갈전리     | 경기도 안성시 미양면 강원특별자치도 삼척시 하장면 충청북도 보은군 마로면 전라남도 담양군 대덕면 경상북도 문경시 가은읍 경상북도 안동시 풍천면 경상북도 안동시 임동면 경상남도 산청군 생초면 경상남도 산청군 신안면 경상남도 진주시 금산면 경상남도 창원시 의창구 대산면 |
| 갈지리     | 경상북도 경산시 남산면 경상북도 청도군 금천면 |
| 갈천리     | 경기도 화성시 향남읍 강원특별자치도 양양군 서면 경상북도 영덕군 창수면 경상북도 청송군 현서면 경상남도 고성군 대가면 |
| 갈촌리     | 전라북도 부안군 주산면 |
| 갈티리     | 충청북도 보은군 회인면 |
| 갈평리     | 충청북도 보은군 마로면 충청북도 보은군 회인면 전라남도 순천시 월등면 경상북도 포항시 남구 오천읍 |
| 갈풍리     | 강원특별자치도 횡성군 횡성읍 |
| 갈현리     | 경기도 연천군 백학면 경기도 연천군 신서면 경기도 파주시 탄현면 충청남도 보령시 오천면 충청남도 서산시 성연면 전북특별자치도 진안군 상전면 경상북도 안동시 녹전면 |
| 갈화리     | 경상남도 남해군 고현면 |
| 감리       | 경상남도 창녕군 고암면 |
| 감계리     | 경상북도 의성군 옥산면 경상남도 창원시 의창구 북면 |
| 감곡리     | 강원특별자치도 양양군 양양읍 충청남도 논산시 부적면 경상북도 영주시 부석면 경상북도 포항시 북구 죽장면 경상남도 사천시 정동면 |
| 감교리     | 전라북도 부안군 상서면 |
| 감노리     | 경상남도 김해시 상동면 |
| 감당리     | 경상남도 하동군 양보면 |
| 감도리     | 전라남도 화순군 화순읍 |
| 감돈리     | 전라남도 무안군 일로읍 |
| 감문리     | 대구광역시 달성군 하빈면 |
| 감물리     | 경상남도 밀양시 단장면 |
| 감봉리     | 강원특별자치도 철원군 김화읍 |
| 감산리     | 경상북도 경주시 산내면 제주특별자치도 서귀포시 안덕면 |
| 감서리     | 경상남도 고성군 거류면 |
| 감성리     | 세종특별자치시 금남면 전라북도 임실군 임실읍 |
| 감암리     | 경기도 포천시 가산면 경상남도 의령군 부림면 |
| 감애리     | 경상북도 안동시 와룡면 |
| 감연리     | 경상북도 청송군 부남면 |
| 감우리     | 충청북도 음성군 음성읍 |
| 감은리     | 경상북도 청송군 안덕면 |
| 감정리     | 강원특별자치도 춘천시 동면 전라남도 보성군 노동면 전라남도 신안군 지도읍 |
| 감천리     | 경상북도 영양군 영양읍 경상남도 밀양시 부북면 경상남도 창원시 마산회원구 내서읍 |
| 감포리     | 경상북도 경주시 감포읍 |
| 갑곳리     | 인천광역시 강화군 강화읍 |
| 갑동리     | 전북특별자치도 순창군 인계면 |
| 갑산리     | 충청북도 음성군 소이면 전라남도 구례군 마산면 경상북도 경주시 안강읍 경상남도 합천군 율곡면 |
| 갑을리     | 경상남도 의령군 가례면 |
| 갑천리     | 강원특별자치도 횡성군 청일면 |
| 갑향리     | 전라남도 담양군 대전면 |
| 강리       | 경상남도 창녕군 장마면 |
| 강고리     | 전북특별자치도 정읍시 고부면 |
| 강곡리     | 경상북도 김천시 조마면 |
| 강교리     | 경상북도 경주시 안강읍 |
| 강구리     | 경상북도 영덕군 강구면 |
| 강기리     | 전북특별자치도 남원시 이백면 |
| 강남리     | 전북특별자치도 고창군 무장면 |
| 강내리     | 경기도 연천군 왕징면 |
| 강누리     | 경상남도 산청군 단성면 |
| 강당리     | 충청남도 서산시 부석면 충청남도 아산시 송악면 |
| 강덕리     | 경기도 안성시 미양면 |
| 강동리     | 경상북도 영주시 평은면 |
| 강림리     | 대구광역시 달성군 옥포읍 강원특별자치도 횡성군 강림면 |
| 강명리     | 경상남도 함안군 함안면 |
| 강문리     | 충청남도 당진시 우강면 |
| 강사리     | 경상북도 포항시 남구 호미곶면 |
| 강산리     | 강원특별자치도 철원군 동송읍 충청북도 보은군 보은읍 전라남도 고흥군 점암면 전라남도 보성군 웅치면 |
| 강서리     | 경기도 연천군 왕징면 경상북도 경산시 압량읍 |
| 강석리     | 전북특별자치도 남원시 대강면 (남원시) |
| 강선리     | 강원특별자치도 양양군 강현면 |
| 강성리     | 전라남도 화순군 이양면 |
| 강수리     | 충청남도 서산시 부석면 |
| 강신리     | 충청북도 보은군 보은읍 |
| 강양리     | 울산광역시 울주군 온산읍 |
| 강운리     | 전라남도 함평군 대동면 |
| 강의리     | 전라남도 담양군 대전면 |
| 강장리     | 충청남도 아산시 송악면 |
| 강쟁리     | 전라남도 담양군 담양읍 |
| 강절리     | 전라남도 해남군 계곡면 |
| 강정리     | 경기도 파주시 장단면 충청남도 청양군 비봉면 [[전북특별자치도] 진안군 마령면 전라남도 강진군 도암면 전라남도 무안군 청계면 전라남도 화순군 화순읍 경상북도 고령군 성산면 |
| 강주리     | 경상남도 함안군 법수면 |
| 강진리     | 충청북도 영동군 매곡면 |
| 강천리     | 경기도 여주시 강천면 충청북도 충주시 앙성면 경상남도 거창군 위천면 |
| 강청리     | 충청북도 옥천군 이원면 충청남도 논산시 가야곡면 충청남도 아산시 염치읍 경상남도 함양군 마천면 |
| 강촌리     | 강원특별자치도 춘천시 남산면 |
| 강평리     | 충청북도 괴산군 청천면 |
| 강포리     | 강원특별자치도 철원군 갈말읍 |
| 강학리     | 경상북도 경산시 와촌면 |
| 강회리     | 경상북도 영천시 대창면 |
| 개곡리     | 울산광역시 울주군 청량읍 경기도 가평군 가평읍 경기도 김포시 월곶면 충청남도 청양군 대치면 경상북도 경주시 외동읍 경상북도 상주시 외서면 경상북도 안동시 남후면 경상남도 양산시 동면 |
| 개단리     | 경상북도 봉화군 물야면 |
| 개도리     | 전라남도 여수시 화정면 |
| 개동리     | 전라남도 담양군 수북면 |
| 개명리     | 경상남도 거창군 고제면 |
| 개산리     | 경기도 안성시 금광면 강원특별자치도 삼척시 노곡면 전라남도 강진군 옴천면 |
| 개수리     | 강원특별자치도 평창군 대화면 |
| 개승리     | 경상남도 의령군 가례면 |
| 개신리     | 전라남도 영암군 영암읍 |
| 개심리     | 충청북도 옥천군 이원면 |
| 개안리     | 충청북도 보은군 장안면 |
| 개암리     | 경상남도 진주시 일반성면 |
| 개야리     | 강원특별자치도 철원군 원남면 강원특별자치도 홍천군 서면 충청남도 서천군 서면 |
| 개야도리   | 전라북도 군산시 옥도면 |
| 개운리     | 강원특별자치도 홍천군 영귀미면 |
| 개일리     | 경상북도 의성군 금성면 경상북도 청송군 현동면 |
| 개전리     | 강원특별자치도 횡성군 횡성읍 |
| 개정리     | 경기도 안성시 미양면 전라북도 장수군 장수읍 |
| 개척리     | 충청남도 논산시 성동면 |
| 개평리     | 경상남도 함양군 지곡면 |
| 개포리     | 경상북도 고령군 개진면 |
| 개화리     | 충청남도 보령시 성주면 |
| 객기리     | 경상북도 고령군 우곡면 |
| 객사리     | 경기도 평택시 팽성읍 전라남도 담양군 담양읍 |
| 객산리     | 전라남도 보성군 회천면 |
| 객현리     | 경기도 파주시 적성면 |
| 거리       | 울산광역시 울주군 상북면 |
| 거곡리     | 경기도 파주시 장단면 |
| 거교리     | 충청북도 보은군 회남면 |
| 거기리     | 경상남도 거창군 주상면 |
| 거남리     | 경상남도 창녕군 이방면 |
| 거대리     | 경상북도 청송군 청송읍 |
| 거두리     | 강원특별자치도 춘천시 동내면 |
| 거례리     | 강원특별자치도 화천군 하남면 |
| 거룡리     | 전북특별자치도 부안군 백산면 전라남도 진도군 의신면 |
| 거륜리     | 전라북도 부안군 위도면 |
| 거림리     | 경상남도 거제시 둔덕면 |
| 거마리     | 강원특별자치도 양양군 양양읍 |
| 거매리     | 대구광역시 군위군 효령면 |
| 거무역리   | 경상북도 영덕군 병곡면 |
| 거문리     | 강원특별자치도 평창군 진부면 전라남도 여수시 삼산면 경상남도 창녕군 부곡면 |
| 거물리     | 경상북도 김천시 지례면 |
| 거물대리   | 경기도 김포시 대곶면 |
| 거봉리     | 충청북도 괴산군 청천면 |
| 거사리     | 경기도 포천시 영중면 충청남도 논산시 양촌면 |
| 거산리     | 충청남도 당진시 신평면 충청남도 아산시 송악면 [[전북특별자치도] 정읍시 태인면 경상북도 문경시 산북면 경상남도 고성군 거류면 경상남도 합천군 묘산면 |
| 거석리     | 전북특별자치도 진안군 부귀면 전라남도 보성군 노동면 |
| 거성리     | 충청남도 서산시 운산면 경상북도 청송군 현동면 |
| 거아도리   | 충청남도 태안군 남면 |
| 거연리     | 경상북도 청도군 청도읍 |
| 거운리     | 강원특별자치도 영월군 영월읍 |
| 거일리     | 경상북도 울진군 평해읍 |
| 거전리     | 충청남도 부여군 은산면 |
| 거제리     | 전라남도 진도군 지산면 |
| 거진리     | 강원특별자치도 고성군 거진읍 |
| 거차리     | 충청남도 홍성군 서부면 |
| 거창리     | 경상북도 상주시 공성면 |
| 거촌리     | 경상북도 봉화군 봉화읍 |
| 거포리     | 충청북도 옥천군 청성면 |
| 거현리     | 충청북도 보은군 수한면 |
| 건곡리     | 전북특별자치도 순창군 유등면 |
| 건동리     | 전북특별자치도 고창군 공음면 |
| 건등리     | 강원특별자치도 원주시 문막읍 |
| 건무리     | 전라남도 영광군 불갑면 |
| 건산리     | 전라남도 장흥군 장흥읍 |
| 건솔리     | 강원특별자치도 양구군 방산면 |
| 건송리     | 충청북도 진천군 진천읍 |
| 건업리     | 경기도 광주시 곤지암읍 |
| 건장리     | 경기도 여주시 가남읍 |
| 건지리     | 경기도 안성시 대덕면 전북특별자치도 남원시 인월면 전북특별자치도 장수군 산서면 |
| 건지화리   | 충청남도 예산군 응봉면 |
| 건진리     | 충청북도 옥천군 이원면 |
| 건천리     | 경기도 안성시 공도읍 강원특별자치도 정선군 화암면 충청북도 보은군 회인면 충청남도 금산군 남이면 경상북도 경주시 건천읍 |
| 건태리     | 경상남도 합천군 쌍책면 |
| 건평리     | 인천광역시 강화군 양도면 |
| 걸매리     | 충청남도 아산시 인주면 |
| 걸은리     | 경기도 여주시 강천면 |
| 검곡리     | 경상북도 의성군 신평면 |
| 검단리     | 울산광역시 울주군 웅촌면 충청북도 충주시 대소원면 경상북도 경주시 안강읍 경상남도 함안군 칠북면 |
| 검복리     | 경기도 광주시 남한산성면 |
| 검산리     | 강원특별자치도 홍천군 서석면 전북특별자치도 고창군 부안면 전북특별자치도 고창군 상하면 전라남도 화순군 남면 |
| 검성리     | 경상북도 울진군 북면 |
| 검세리     | 경상남도 밀양시 삼랑진읍 |
| 검승리     | 충청북도 괴산군 괴산읍 |
| 검암리     | 전라남도 순천시 낙안면 경상북도 안동시 남후면 경상남도 밀양시 초동면 경상남도 진주시 금곡면 경상남도 함안군 가야읍 |
| 검율리     | 강원특별자치도 홍천군 홍천읍 |
| 검장리     | 강원특별자치도 고성군 현내면 |
| 검정리     | 경상남도 사천시 곤양면 |
| 검천리     | 경기도 광주시 남종면 충청남도 논산시 벌곡면 |
| 격포리     | 전북특별자치도 부안군 변산면 |
| 견동리     | 충청남도 공주시 탄천면 |
| 견불리     | 강원특별자치도 양양군 현남면 |
| 견산리     | 경기도 평택시 진위면 |
| 견탄리     | 경상북도 문경시 호계면 |
| 견학리     | 충청북도 충주시 신니면 |
| 결운리     | 강원특별자치도 홍천군 홍천읍 |
| 경리       | 경상북도 경산시 남산면 |
| 경둔리     | 충청남도 부여군 은산면 |
| 경반리     | 경기도 가평군 가평읍 |
| 경백리     | 경상남도 함양군 백전면 |
| 경사리     | 경기도 이천시 백사면 |
| 경산리     | 경상북도 성주군 성주읍 경상남도 의령군 부림면 |
| 경상리     | 강원특별자치도 철원군 원남면 전라남도 담양군 가사문학면 |
| 경신리     | 경기도 양주시 남면 |
| 경악리     | 전라남도 곡성군 삼기면 |
| 경정리     | 경상북도 영덕군 축산면 |
| 경진리     | 경상북도 예천군 개포면 |
| 경천리     | 충청남도 공주시 계룡면 전라북도 완주군 경천면 |
| 경치리     | 전라남도 화순군 동면 |
| 계리       | 경상북도 영양군 수비면 |
| 계곡리     | 전북특별자치도 완주군 구이면 경상북도 안동시 예안면 |
| 계남리     | 경상북도 경산시 자인면 경상남도 산청군 생초면 |
| 계내리     | 경상남도 함안군 칠서면 |
| 계당리     | 전라북도 고창군 성송면 경상북도 경산시 와촌면 |
| 계동리     | 충청남도 서천군 마서면 |
| 계라리     | 전라남도 강진군 도암면 |
| 계란리     | 충청북도 제천시 수산면 |
| 계로리     | 전라남도 나주시 문평면 |
| 계룡리     | 충청북도 영동군 추풍령면 전라북도 정읍시 감곡면 |
| 계류리     | 경기도 포천시 신북면 |
| 계륵리     | 경기도 안성시 미양면 |
| 계림리     | 경기도 여주시 대신면 전라남도 나주시 노안면 전라남도 함평군 월야면 경상북도 경산시 자인면 |
| 계마리     | 전라남도 영광군 홍농읍 |
| 계산리     | 충청북도 영동군 영동읍 충청북도 제천시 청풍면 충청북도 진천군 문백면 충청북도 청주시 상당구 가덕면 전북특별자치도 고창군 아산면 전북특별자치도 임실군 지사면 전라남도 구례군 구례읍 전라남도 보성군 복내면 전라남도 장흥군 용산면 경상남도 합천군 봉산면 |
| 계상리     | 경상북도 성주군 용암면 경상남도 창녕군 고암면 |
| 계서리     | 전북특별자치도 진안군 마령면 |
| 계성리     | 강원특별자치도 화천군 하남면 경상남도 창녕군 계성면 |
| 계소리     | 전라남도 화순군 화순읍 |
| 계송리     | 전라남도 영광군 영광읍 |
| 계수리     | 전북특별자치도 남원시 사매면 |
| 계신리     | 경기도 여주시 흥천면 |
| 계실리     | 충청남도 공주시 사곡면 |
| 계양리     | 경상남도 사천시 사남면 |
| 계원리     | 충청북도 청주시 상당구 미원면 경상북도 포항시 남구 장기면 경상남도 진주시 명석면 |
| 계월리     | 전라남도 순천시 월등면 |
| 계율리     | 전라남도 강진군 대구면 |
| 계장리     | 강원특별자치도 평창군 평창읍 |
| 계전리     | 경기도 양평군 개군면 경상북도 경산시 와촌면 경상북도 포항시 북구 기계면 |
| 계정리     | 경기도 양평군 양동면 충청남도 예산군 응봉면 경상북도 성주군 수륜면 |
| 계지리     | 경상북도 영천시 청통면 |
| 계진리     | 충청남도 금산군 금산읍 |
| 계천리     | 전라남도 구례군 산동면 전라남도 함평군 신광면 경상남도 하동군 금남면 |
| 계촌리     | 강원특별자치도 평창군 방림면 충청남도 예산군 신암면 |
| 계평리     | 경상북도 안동시 풍산읍 |
| 계포리     | 경상북도 영천시 청통면 |
| 계향리     | 경기도 화성시 정남면 |
| 계현리     | 경상남도 의령군 궁류면 |
| 계화리     | 전라남도 부안군 계화면 |
| 고리       | 부산광역시 기장군 장안읍 |
| 고감리     | 경상북도 봉화군 명호면 |
| 고계리     | 경상북도 봉화군 명호면 |
| 고곡리     | 대구광역시 군위군 효령면 경상북도 고령군 쌍림면 경상북도 상주시 내서면 경상북도 안동시 임하면 경상북도 영덕군 축산면 경상남도 창녕군 남지읍 |
| 고교리     | 전북특별자치도 정읍시 소성면 |
| 고구리     | 인천광역시 강화군 교동면 |
| 고기리     | 전북특별자치도 남원시 주천면 |
| 고길리     | 강원특별자치도 평창군 평창읍 |
| 고남리     | 충청남도 서산시 성연면 충청남도 태안군 고남면 |
| 고내리     | 충청남도 논산시 연무읍 제주특별자치도 제주시 애월읍 |
| 고능리     | 인천광역시 강화군 불은면 경기도 연천군 전곡읍 |
| 고단리     | 강원특별자치도 강릉시 왕산면 |
| 고달리     | 전라남도 곡성군 고달면 |
| 고당리     | 경기도 용인시 처인구 원삼면 경기도 이천시 율면 충청북도 영동군 심천면 충청북도 옥천군 청성면 충청남도 공주시 사곡면 전북특별자치도 완주군 운주면 전라남도 해남군 문내면 |
| 고대리     | 강원특별자치도 양구군 양구읍 충청남도 당진시 송악읍 |
| 고도리     | 충청남도 예산군 봉산면 전라남도 해남군 해남읍 경상북도 영천시 고경면 |
| 고동리     | 전라남도 나주시 금천면 |
| 고등리     | 세종특별자치시 소정면 |
| 고라리     | 전북특별자치도 고창군 무장면 경상남도 밀양시 무안면 |
| 고란리     | 전라남도 신안군 도초면 경상북도 안동시 길안면 |
| 고랑포리   | 경기도 연천군 장남면 |
| 고렴리     | 경기도 평택시 청북읍 |
| 고례리     | 전북특별자치도 순창군 금과면 경상남도 밀양시 단장면 |
| 고룡리     | 경상남도 하동군 진교면 |
| 고림리     | 경상북도 예천군 유천면 |
| 고마리     | 충청북도 괴산군 소수면 충청남도 서천군 화양면 전라남도 장흥군 관산읍 |
| 고막리     | 경기도 김포시 월곶면 전라남도 완도군 노화읍 전라남도 함평군 학교면 |
| 고명리     | 충청북도 제천시 수산면 |
| 고모리     | 경기도 포천시 소흘읍 경기도 화성시 마도면 경상남도 김해시 진례면 |
| 고목리     | 경상북도 울진군 북면 |
| 고무릉리   | 강원특별자치도 삼척시 신기면 |
| 고문리     | 경기도 연천군 연천읍 |
| 고미성리   | 강원특별자치도 고성군 수동면 |
| 고방산리   | 강원특별자치도 양구군 방산면 |
| 고백리     | 경기도 이천시 부발읍 |
| 고법리     | 경상남도 밀양시 청도면 |
| 고복리     | 세종특별자치시 연서면 |
| 고봉리     | 대구광역시 달성군 구지면 전북특별자치도 군산시 성산면 경상남도 고성군 상리면 |
| 고부리     | 전북특별자치도 정읍시 고부면 |
| 고사리     | 강원특별자치도 삼척시 도계읍 강원특별자치도 인제군 인제읍 전북특별자치도 군산시 회현면 전북특별자치도 김제시 진봉면 전라남도 광양시 다압면 경상남도 창원시 마산합포구 진전면 |
| 고산리     | 울산광역시 울주군 온양읍 강원특별자치도 원주시 호저면 충청남도 서산시 운산면 전라남도 순천시 주암면 경상북도 성주군 초전면 경상북도 예천군 유천면 경상북도 예천군 풍양면 제주특별자치도 제주시 한경면 |
| 고삼리     | 경상남도 합천군 봉산면 |
| 고상리     | 경상북도 안동시 남후면 |
| 고서리     | 전라남도 신안군 비금면 |
| 고석리     | 충청북도 보은군 회인면 |
| 고선리     | 경상북도 봉화군 소천면 |
| 고성리     | 경기도 가평군 청평면 강원특별자치도 정선군 신동읍 강원특별자치도 춘천시 사북면 충청북도 괴산군 청천면 충청남도 공주시 정안면 전북특별자치도 고창군 해리면 전라남도 담양군 수북면 전라남도 진도군 고군면 경상북도 울진군 울진읍 제주특별자치도 제주시 애월읍 제주특별자치도 서귀포시 성산읍 |
| 고소리     | 전라남도 고흥군 고흥읍 |
| 고소성리   | 경기도 포천시 창수면 |
| 고송리     | 경기도 양평군 양동면 |
| 고수리     | 충청북도 단양군 단양읍 경상북도 청도군 청도읍 |
| 고승리     | 충청북도 보은군 탄부면 |
| 고시리     | 강원특별자치도 횡성군 청일면 전라남도 화순군 한천면 |
| 고아리     | 경상북도 고령군 대가야읍 |
| 고안리     | 경기도 용인시 처인구 백암면 |
| 고암리     | 충청남도 홍성군 홍성읍 경상남도 창원시 의창구 북면 |
| 고야리     | 전라남도 진도군 지산면 |
| 고양리     | 경기도 김포시 월곶면 강원특별자치도 정선군 여량면 강원특별자치도 정선군 임계면 충청북도 단양군 매포읍 충청남도 논산시 연산면 |
| 고연리     | 울산광역시 울주군 웅촌면 |
| 고옥리     | 전라남도 고흥군 풍양면 |
| 고와리     | 경상북도 청송군 안덕면 |
| 고왕리     | 경기도 연천군 왕징면 |
| 고요리     | 경상북도 문경시 문경읍 |
| 고운리     | 충청북도 충주시 수안보면 |
| 고원리     | 전라북도 순창군 적성면 |
| 고은리     | 경기도 안성시 일죽면 강원특별자치도 춘천시 동내면 충청북도 청주시 상당구 남일면 경상북도 경산시 용성면 |
| 고읍리     | 경기도 연천군 백학면 전라남도 담양군 고서면 전라남도 보성군 벌교읍 경상남도 사천시 정동면 |
| 고이리     | 전라남도 신안군 압해읍 경상남도 하동군 진교면 |
| 고일리     | 경기도 포천시 신북면 |
| 고자리     | 강원특별자치도 삼척시 노곡면 충청북도 영동군 상촌면 |
| 고잔리     | 경기도 평택시 청북읍 전라북도 부안군 상서면 |
| 고잔상리   | 경기도 연천군 왕징면 |
| 고잔하리   | 경기도 연천군 왕징면 |
| 고장리     | 경기도 연천군 왕징면 전라남도 신안군 자은면 |
| 고전리     | 전라북도 고창군 심원면 |
| 고절리     | 전라남도 무안군 무안읍 경상남도 하동군 적량면 |
| 고정리     | 경기도 김포시 통진면 경기도 화성시 송산면 충청남도 논산시 연산면 충청남도 보령시 주교면 전북특별자치도 남원시 덕과면 전라남도 진도군 임회면 경상남도 밀양시 상동면 |
| 고주리     | 경기도 화성시 팔탄면 |
| 고죽리     | 전라남도 보성군 율어면 경상북도 경산시 용성면 |
| 고지리     | 경기도 안성시 미양면 경기도 화성시 정남면 경상북도 영천시 북안면 경상북도 포항시 북구 기계면 |
| 고창리     | 전라북도 무주군 부남면 전라북도 익산시 웅포면 |
| 고척리     | 경기도 이천시 신둔면 |
| 고천리     | 인천광역시 강화군 내가면 강원특별자치도 삼척시 미로면 전북특별자치도 완주군 봉동읍 전북특별자치도 정읍시 태인면 경상북도 안동시 임동면 경상북도 영천시 임고면 |
| 고철리     | 경상북도 청도군 이서면 |
| 고촌리     | 부산광역시 기장군 철마면 |
| 고치리     | 전라남도 곡성군 죽곡면 |
| 고탄리     | 강원특별자치도 춘천시 사북면 경상북도 고령군 성산면 |
| 고파도리   | 충청남도 서산시 팔봉면 |
| 고평리     | 충청북도 단양군 단성면 전북특별자치도 남원시 수지면 전라남도 해남군 문내면 경상북도 예천군 예천읍 경상북도 청도군 화양읍 |
| 고평사도리 | 전라남도 신안군 신의면 |
| 고포리     | 경기도 화성시 송산면 경상남도 하동군 금성면 |
| 고품리     | 경상남도 합천군 용주면 |
| 고풍리     | 충청남도 서산시 운산면 |
| 고하리     | 경상북도 안동시 남후면 경상남도 하동군 고전면 |
| 고학리     | 경상남도 거창군 마리면 |
| 고한리     | 강원특별자치도 정선군 고한읍 |
| 고항리     | 경상북도 예천군 효자면 |
| 고현리     | 경기도 평택시 진위면 전라남도 해남군 현산면 경상북도 청송군 진보면 경상북도 포항시 북구 청하면 경상남도 창원시 마산합포구 진동면 |
| 곡강리     | 경상북도 영양군 일월면 경상북도 포항시 북구 흥해읍 |
| 곡교리     | 강원특별자치도 횡성군 횡성읍 충청남도 아산시 염치읍 |
| 곡남리     | 충청남도 금산군 복수면 |
| 곡란리     | 경상북도 경산시 용성면 |
| 곡수리     | 경기도 양평군 지평면 |
| 곡신리     | 경상북도 경산시 용성면 |
| 곡안리     | 경상남도 창원시 마산합포구 진전면 |
| 곡창리     | 전라남도 함평군 학교면 |
| 곡천리     | 울산광역시 울주군 웅촌면 경기도 안성시 보개면 전라남도 나주시 동강면 |
| 곤리리     | 경상남도 통영시 산양읍 |
| 곤지암리   | 경기도 광주시 곤지암읍 |
| 곰소리     | 전북특별자치도 부안군 진서면 |
| 공리       | 강원특별자치도 양구군 양구읍 충청남도 홍성군 구항면 |
| 공근리     | 강원특별자치도 횡성군 공근면 |
| 공기리     | 강원특별자치도 영월군 북면 |
| 공당리     | 경상북도 포항시 남구 동해면 |
| 공덕리     | 전북특별자치도 김제시 공덕면 경상북도 영천시 화북면 경상북도 예천군 풍양면 |
| 공배리     | 경상남도 함양군 지곡면 |
| 공북리     | 충청북도 청주시 흥덕구 오송읍 전라남도 곡성군 목사동면 |
| 공세리     | 경기도 양평군 개군면 충청남도 아산시 인주면 |
| 공수리     | 강원특별자치도 양구군 양구읍 충청북도 영동군 매곡면 충청남도 아산시 배방읍 전라남도 신안군 장산면 경상북도 포항시 남구 대송면 |
| 공수전리   | 강원특별자치도 양양군 서면 |
| 공안리     | 전라북도 남원시 운봉읍 |
| 공암리     | 충청남도 공주시 반포면 경상북도 청도군 운문면 경상남도 합천군 용주면 |
| 공이리     | 충청북도 충주시 살미면 |
| 공전리     | 강원특별자치도 삼척시 하장면 충청북도 제천시 봉양읍 |
| 공정리     | 전북특별자치도 무주군 안성면 경상북도 의성군 사곡면 |
| 공진리     | 전북특별자치도 무주군 안성면 |
| 공포리     | 충청남도 당진시 우강면 |
| 공현진리   | 강원특별자치도 고성군 죽왕면 |
| 공흥리     | 경기도 양평군 양평읍 |
| 과곡리     | 경상북도 문경시 산양면 |
| 과립리     | 전라북도 남원시 이백면 |
| 과역리     | 전라남도 고흥군 과역면 |
| 과정리     | 경상남도 거창군 신원면 |
| 과호리     | 강원특별자치도 철원군 임남면 |
| 곽지리     | 제주특별자치도 제주시 애월읍 |
| 곽촌리     | 경상북도 고령군 다산면 |
| 관리       | 경기도 이천시 마장면 경기도 화성시 향남읍 충청북도 영동군 추풍령면 충청남도 서천군 비인면 충청남도 태안군 이원면 전라남도 고흥군 도양읍 경상북도 영천시 북안면 경상북도 청송군 파천면 경상남도 하동군 적량면 |
| 관곡리     | 경상남도 하동군 진교면 |
| 관기리     | 충청북도 보은군 마로면 전북특별자치도 임실군 지사면 전라남도 여수시 소라면 경상북도 김천시 대덕면 경상남도 합천군 묘산면 |
| 관당리     | 충청남도 보령시 웅천읍 |
| 관대리     | 강원특별자치도 인제군 남면 충청남도 아산시 둔포면 |
| 관덕리     | 전라남도 고흥군 두원면 전라남도 장흥군 장흥읍 경상북도 김천시 지례면 경상북도 의성군 단촌면 경상남도 통영시 도산면 |
| 관동리     | 충청남도 논산시 연산면 전라남도 장성군 황룡면 전라남도 장흥군 유치면 전라남도 해남군 화산면 경상북도 상주시 외서면 |
| 관리도리   | 전북특별자치도 군산시 옥도면 |
| 관마리     | 전라남도 진도군 지산면 |
| 관매도리   | 전라남도 진도군 조도면 |
| 관봉리     | 경상남도 진주시 정촌면 |
| 관북리     | 충청남도 부여군 부여읍 |
| 관사도리   | 전라남도 진도군 조도면 |
| 관산리     | 충청남도 보령시 주포면 충청남도 청양군 비봉면 전라남도 구례군 산동면 전라남도 완도군 약산면 |
| 관상리     | 전라북도 김제시 청하면 |
| 관성리     | 충청북도 음성군 생극면 충청남도 천안시 동남구 병천면 |
| 관심리     | 경상북도 구미시 고아읍 |
| 관암리     | 충청남도 아산시 인주면 |
| 관영리     | 전라남도 화순군 능주면 |
| 관우리     | 강원특별자치도 철원군 동송읍 |
| 관원리     | 전라북도 군산시 서수면 |
| 관유리     | 충청남도 서산시 해미면 |
| 관음리     | 경기도 광주시 퇴촌면 강원특별자치도 강릉시 성산면 충청남도 예산군 광시면 경상북도 문경시 문경읍 |
| 관작리     | 충청남도 예산군 예산읍 |
| 관전리     | 강원특별자치도 철원군 철원읍 전북특별자치도 순창군 동계면 |
| 관정리     | 충청북도 청주시 상당구 낭성면 세종특별자치시 전의면 경상북도 영천시 금호읍 경상남도 산청군 단성면 |
| 관지리     | 전라남도 장흥군 용산면 경상남도 진주시 명석면 |
| 관창리     | 충청남도 보령시 주교면 경상북도 봉화군 명호면 |
| 관천리     | 강원특별자치도 춘천시 남면 충청남도 금산군 부리면 경상북도 포항시 북구 기북면 |
| 관청리     | 인천광역시 강화군 강화읍 전북특별자치도 정읍시 고부면 |
| 관촌리     | 전북특별자치도 임실군 관촌면 |
| 관춘리     | 전라남도 해남군 황산면 |
| 관평리     | 충청북도 괴산군 청천면 경상남도 합천군 초계면 |
| 관포리     | 충청남도 서천군 마산면 경상남도 거제시 장목면 |
| 관풍리     | 전북특별자치도 남원시 사매면 |
| 관하리     | 경상북도 청도군 매전면 |
| 관한리     | 경기도 여주시 점동면 |
| 관항리     | 경기도 화성시 정남면 |
| 관현리     | 충청남도 청양군 장평면 경상북도 상주시 외서면 경상북도 예천군 감천면 |
| 관호리     | 경상북도 칠곡군 약목면 |
| 관화리     | 경상북도 성주군 선남면 |
| 광리       | 충청남도 논산시 광석면 충청남도 홍성군 서부면 |
| 광격리     | 강원특별자치도 원주시 호저면 |
| 광계리     | 경상남도 창녕군 계성면 |
| 광곡리     | 전라북도 완주군 구이면 전라남도 보성군 노동면 |
| 광교리     | 전라북도 군산시 대야면 |
| 광금리     | 충청남도 청양군 대치면 |
| 광기리     | 경상북도 김천시 감천면 |
| 광대리     | 경기도 여주시 세종대왕면 충청남도 청양군 대치면 전북특별자치도 고창군 대산면 전라남도 신안군 비금면 |
| 광덕리     | 강원특별자치도 정선군 남면 강원특별자치도 화천군 사내면 충청북도 괴산군 문광면 충청북도 증평군 도안면 충청남도 천안시 동남구 광덕면 충청남도 천안시 동남구 동면 전라남도 담양군 창평면 전라남도 화순군 화순읍 경상북도 김천시 감문면 경상북도 안동시 풍천면 경상북도 청송군 진보면 경상남도 고성군 구만면 |
| 광동리     | 경기도 광주시 퇴촌면 경기도 연천군 미산면 강원특별자치도 삼척시 하장면 |
| 광령리     | 제주특별자치도 제주시 애월읍 |
| 광명리     | 충청남도 공주시 탄천면 충청남도 당진시 송악읍 경상북도 김천시 구성면 경상북도 포항시 남구 오천읍 |
| 광사리     | 전라남도 화순군 능주면 |
| 광산리     | 강원특별자치도 고성군 간성읍 전라남도 무안군 해제면 전라남도 신안군 임자면 경상북도 성주군 금수면 경상남도 창녕군 유어면 경상남도 합천군 묘산면 |
| 광삼리     | 강원특별자치도 철원군 근동면 |
| 광생리     | 충청남도 청양군 정산면 |
| 광석리     | 경기도 양주시 광적면 강원특별자치도 양양군 강현면 충청남도 계룡시 엄사면 경상북도 경산시 진량읍 경상남도 진주시 대곡면 |
| 광성리     | 충청남도 홍성군 장곡면 |
| 광승리     | 전라북도 고창군 해리면 |
| 광시리     | 충청남도 예산군 광시면 |
| 광암리     | 강원특별자치도 홍천군 내촌면 충청북도 청주시 청원구 북이면 충청남도 서천군 기산면 충청남도 청양군 운곡면 전북특별자치도 순창군 팔덕면 전북특별자치도 익산시 왕궁면 전라남도 나주시 금천면 전라남도 담양군 월산면 전라남도 무안군 일로읍 전라남도 함평군 해보면 |
| 광연리     | 경상북도 안동시 일직면 |
| 광원리     | 강원특별자치도 홍천군 내면 |
| 광월리     | 충청북도 충주시 신니면 |
| 광음리     | 경상북도 안동시 남후면 |
| 광의리     | 충청북도 제천시 청풍면 |
| 광이리     | 전라남도 나주시 남평읍 |
| 광전리     | 경기도 남양주시 별내면 강원특별자치도 영월군 한반도면 충청북도 괴산군 감물면 경상북도 예천군 유천면 |
| 광정리     | 충청남도 공주시 정안면 전라남도 신안군 지도읍 경상남도 함안군 가야읍 |
| 광지원리   | 경기도 광주시 남한산성면 |
| 광진리     | 강원특별자치도 양양군 현남면 충청북도 괴산군 장연면 |
| 광천리     | 강원특별자치도 영월군 남면 충청남도 당진시 순성면 충청남도 예산군 덕산면 충청남도 홍성군 광천읍 전라남도 순천시 주암면 경상북도 김천시 개령면 경상북도 김천시 봉산면 경상북도 포항시 북구 송라면 경상남도 남해군 창선면 |
| 광촌리     | 충청북도 보은군 수한면 전라남도 나주시 남평읍 |
| 광탄리     | 경기도 양평군 용문면 |
| 광태리     | 강원특별자치도 삼척시 근덕면 |
| 광판리     | 강원특별자치도 춘천시 남산면 |
| 광평리     | 경기도 화성시 서신면 충청북도 영동군 황간면 충청남도 청양군 화성면 전라남도 구례군 마산면 전라남도 장흥군 장평면 경상북도 안동시 서후면 경상남도 하동군 하동읍 경상남도 함양군 병곡면 제주특별자치도 서귀포시 안덕면 |
| 광품리     | 경상북도 울진군 온정면 |
| 광하리     | 강원특별자치도 정선군 정선읍 |
| 광현리     | 대구광역시 군위군 군위읍 |
| 광혜원리   | 충청북도 진천군 광혜원면 |
| 광회리     | 경상북도 울진군 금강송면 |
| 괘랑리     | 경기도 화성시 정남면 |
| 괘릉리     | 경상북도 경주시 외동읍 |
| 괘석리     | 강원특별자치도 홍천군 두촌면 |
| 괴곡리     | 충청북도 제천시 수산면 충청북도 청주시 상당구 문의면 경상북도 구미시 해평면 |
| 괴당리     | 경상북도 예천군 풍양면 |
| 괴동리     | 충청북도 충주시 엄정면 |
| 괴목리     | 충청북도 영동군 양강면 전북특별자치도 무주군 적상면 전라남도 순천시 황전면 |
| 괴산리     | 대구광역시 군위군 삼국유사면 경상북도 의성군 안평면 경상남도 함안군 함안면 |
| 괴소리     | 전라남도 곡성군 삼기면 |
| 괴시리     | 경상북도 영덕군 영해면 |
| 괴양리     | 전북특별자치도 남원시 보절면 |
| 괴정리     | 충청북도 청주시 청원구 오창읍 전북특별자치도 순창군 적성면 전라남도 곡성군 겸면 경상북도 안동시 풍산읍 경상북도 청송군 진보면 경상북도 포항시 남구 연일읍 경상남도 김해시 대동면 |
| 괴진리     | 경상남도 의령군 가례면 |
| 괴치리     | 전북특별자치도 고창군 성송면 |
| 괴평리     | 충청북도 단양군 대강면 경상북도 구미시 고아읍 |
| 교리       | 부산광역시 기장군 기장읍 충청북도 제천시 청풍면 세종특별자치시 조치원읍 전라남도 화순군 화순읍 경상북도 경산시 하양읍 경상북도 구미시 선산읍 경상북도 김천시 지례면 경상북도 안동시 서후면 경상북도 영양군 입암면 경상북도 청송군 청송읍 경상북도 칠곡군 약목면 경상남도 창녕군 영산면 경상남도 창녕군 창녕읍 |
| 교가리     | 강원특별자치도 삼척시 근덕면 |
| 교곡리     | 강원특별자치도 삼척시 근덕면 |
| 교대리     | 경상북도 영천시 금호읍 |
| 교동리     | 울산광역시 울주군 삼남읍 강원특별자치도 고성군 간성읍 충청북도 옥천군 옥천읍 충청북도 증평군 증평읍 전북특별자치도 익산시 용안면 전북특별자치도 장수군 번암면 전라남도 영암군 영암읍 전라남도 진도군 진도읍 경상남도 창원시 마산합포구 진동면 |
| 교래리     | 제주특별자치도 제주시 조천읍 |
| 교로리     | 충청남도 당진시 석문면 |
| 교북리     | 경상남도 함양군 안의면 |
| 교사리     | 충청북도 보은군 보은읍 경상남도 고성군 고성읍 |
| 교산리     | 인천광역시 강화군 양사면 전라남도 나주시 세지면 전라남도 담양군 고서면 경상남도 함양군 함양읍 |
| 교상리     | 경상남도 창녕군 창녕읍 |
| 교성리     | 충청북도 진천군 진천읍 충청남도 보령시 오천면 전북특별자치도 순창군 순창읍 |
| 교안리     | 경상북도 의성군 신평면 |
| 교암리     | 강원특별자치도 고성군 토성면 충청북도 보은군 수한면 경상남도 의령군 용덕면 |
| 교운리     | 전라북도 고창군 흥덕면 |
| 교원리     | 충청남도 부여군 홍산면 전라남도 나주시 남평읍 |
| 교월리     | 충청남도 청양군 청양읍 |
| 교천리     | 충청남도 천안시 동남구 목천읍 |
| 교촌리     | 충청남도 금산군 진산면 충청남도 논산시 노성면 충청남도 논산시 은진면 충청남도 예산군 대흥면 충청남도 천안시 동남구 목천읍 전북특별자치도 고창군 고창읍 전라남도 강진군 강진읍 전라남도 곡성군 곡성읍 전라남도 나주시 남평읍 전라남도 무안군 무안읍 전라남도 순천시 낙안면 전라남도 영광군 영광읍 전라남도 장흥군 장흥읍 경상북도 경산시 자인면 경상북도 문경시 문경읍 경상북도 상주시 함창읍 경상북도 영주시 풍기읍 경상북도 의성군 안계면 경상북도 청도군 화양읍 |
| 교평리     | 경기도 양평군 강상면 충청북도 옥천군 청산면 |
| 교포리     | 경기도 평택시 오성면 |
| 교하리     | 경상남도 창녕군 창녕읍 |
| 교항리     | 대구광역시 달성군 옥포읍 강원특별자치도 강릉시 주문진읍 강원특별자치도 원주시 소초면 강원특별자치도 횡성군 횡성읍 충청남도 홍성군 결성면 |
| 교현리     | 경기도 양주시 장흥면 |
| 교흥리     | 전북특별자치도 고창군 무장면 |
| 구강리     | 충청북도 영동군 양강면 전라남도 순천시 승주읍 |
| 구계리     | 충청북도 음성군 금왕읍 충청남도 공주시 유구읍 경상북도 영덕군 남정면 경상북도 예천군 용문면 경상북도 의성군 단촌면 경상남도 창녕군 영산면 |
| 구고리     | 전북특별자치도 임실군 청웅면 |
| 구곡리     | 충청북도 제천시 봉양읍 충청북도 제천시 수산면 전북특별자치도 순창군 구림면 경상북도 고령군 개진면 경상북도 청도군 각남면 |
| 구교리     | 강원특별자치도 양양군 양양읍 충청남도 부여군 부여읍 충청남도 부여군 임천면 전라남도 해남군 해남읍 |
| 구구리     | 경상북도 영주시 단산면 |
| 구기리     | 경상남도 밀양시 청도면 |
| 구길리     | 경상북도 경주시 문무대왕면 |
| 구담리     | 경상북도 안동시 풍천면 |
| 구대리     | 전라남도 신안군 안좌면 |
| 구덕리     | 전북특별자치도 익산시 왕궁면 경상북도 칠곡군 동명면 |
| 구도리     | 충청남도 천안시 동남구 동면 |
| 구동리     | 충청남도 서천군 문산면 충청남도 서천군 한산면 |
| 구라리     | 대구광역시 달성군 화원읍 경상북도 청도군 이서면 |
| 구랑리     | 경상남도 사천시 서포면 |
| 구래리     | 경기도 김포시 양촌읍 강원특별자치도 영월군 상동읍 |
| 구량리     | 울산광역시 울주군 두서면 |
| 구련리     | 경상북도 의성군 금성면 |
| 구령리     | 충청남도 아산시 배방읍 |
| 구례리     | 경기도 안성시 미양면 충청남도 금산군 복수면 충청남도 예산군 광시면 전라남도 화순군 이양면 경상북도 김천시 어모면 |
| 구로리     | 전라남도 무안군 청계면 |
| 구룡리     | 강원특별자치도 철원군 원남면 충청북도 제천시 금성면 충청북도 청주시 상당구 문의면 충청북도 청주시 청원구 오창읍 충청북도 충주시 소태면 충청남도 보령시 웅천읍 충청남도 청양군 남양면 충청남도 청양군 장평면 충청남도 홍성군 홍성읍 전북특별자치도 순창군 팔덕면 전북특별자치도 진안군 상전면 전북특별자치도 진안군 진안읍 전라남도 곡성군 목사동면 전라남도 순천시 별량면 전라남도 순천시 송광면 전라남도 장성군 동화면 전라남도 장흥군 부산면 경상북도 안동시 예안면 경상남도 함양군 함양읍 |
| 구룡포리   | 경상북도 포항시 남구 구룡포읍 |
| 구림리     | 전라남도 신안군 비금면 전라남도 장성군 동화면 전라남도 해남군 삼산면 전라남도 해남군 화원면 |
| 구만리     | 강원특별자치도 홍천군 북방면 강원특별자치도 화천군 간동면 충청남도 예산군 고덕면 전북특별자치도 완주군 봉동읍 전라남도 구례군 광의면 전라남도 순천시 서면 경상북도 포항시 남구 호미곶면 |
| 구매리     | 경상북도 영양군 청기면 |
| 구문천리   | 경기도 화성시 향남읍 |
| 구미리     | 울산광역시 울주군 두동면 경기도 양평군 개군면 경기도 연천군 백학면 충청북도 청주시 서원구 남이면 전북특별자치도 순창군 동계면 전북특별자치도 완주군 봉동읍 경상북도 김천시 구성면 경상북도 상주시 이안면 경상북도 안동시 남선면 경상북도 영덕군 영덕읍 경상북도 의성군 봉양면 경상북도 청도군 청도읍 경상남도 창녕군 대지면 경상남도 합천군 가야면 |
| 구방리     | 강원특별자치도 횡성군 갑천면 충청북도 청주시 상당구 미원면 |
| 구병리     | 충청북도 보은군 속리산면 |
| 구복리     | 충청남도 서천군 비인면 경상남도 창원시 마산합포구 구산면 |
| 구봉리     | 충청남도 부여군 구룡면 전라남도 곡성군 석곡면 경상북도 구미시 옥성면 |
| 구사리     | 경기도 안성시 보개면 강원특별자치도 삼척시 도계읍 경상남도 거창군 신원면 |
| 구산리     | 강원특별자치도 강릉시 성산면 충청북도 진천군 덕산읍 전북특별자치도 순창군 구림면 전북특별자치도 익산시 용동면 전라남도 광양시 광양읍 전라남도 구례군 토지면 전라남도 담양군 가사문학면 전라남도 무안군 몽탄면 전라남도 순천시 주암면 전라남도 영암군 시종면 전라남도 함평군 나산면 전라남도 해남군 현산면 경상북도 문경시 호계면 경상북도 울진군 근남면 경상북도 울진군 기성면 경상북도 의성군 봉양면 경상북도 청송군 현서면 경상남도 창녕군 부곡면 경상남도 함양군 백전면 |
| 구산동리   | 충청북도 진천군 문백면 |
| 구상리     | 전북특별자치도 남원시 아영면 전라남도 순천시 서면 |
| 구서리     | 전라남도 광양시 봉강면 경상북도 상주시 외남면 |
| 구석리     | 충청남도 금산군 남이면 전북특별자치도 정읍시 신태인읍 전라남도 완도군 노화읍 |
| 구성리     | 강원특별자치도 고성군 죽왕면 충청북도 청주시 청원구 내수읍 충청남도 아산시 영인면 전라남도 곡성군 오곡면 전라남도 해남군 산이면 경상북도 의성군 옥산면 경상남도 함안군 칠원읍 |
| 구성포리   | 강원특별자치도 홍천군 화촌면 |
| 고송리     | 경상북도 안동시 녹전면 |
| 구수리     | 울산광역시 울주군 언양읍 경기도 안성시 미양면 충청북도 진천군 백곡면 전라남도 강진군 대구면 전라남도 영광군 백수읍 경상북도 안동시 길안면 |
| 구시리     | 경기도 이천시 대월면 전라남도 해남군 현산면 |
| 구신리     | 전북특별자치도 진안군 성수면 |
| 구아리     | 충청남도 부여군 부여읍 |
| 구안리     | 충청북도 음성군 원남면 |
| 구암리     | 경기도 남양주시 화도읍 경기도 양주시 남면 강원특별자치도 양구군 국토정중앙면 충청북도 보은군 탄부면 충청북도 진천군 광혜원면 충청북도 청주시 서원구 남이면 충청남도 공주시 이인면 충청남도 논산시 노성면 충청남도 서천군 서천읍 충청남도 예산군 봉산면 전북특별자치도 고창군 공음면 전북특별자치도 고창군 아산면 전북특별자치도 김제시 용지면 전북특별자치도 순창군 구림면 전북특별자치도 완주군 봉동읍 전라남도 화순군 동복면 전라남도 고흥군 도화면 경상북도 의성군 점곡면 경상북도 영천시 금호읍 경상남도 사천시 사천읍 |
| 구야리     | 경상북도 김천시 감문면 |
| 구양리     | 경기도 여주시 세종대왕면 경상남도 함양군 마천면 |
| 구어리     | 경상북도 경주시 외동읍 |
| 구억리     | 충청남도 금산군 제원면 전북특별자치도 완주군 용진읍 제주특별자치도 서귀포시 대정읍 |
| 구엄리     | 제주특별자치도 제주시 애월읍 |
| 구영리     | 울산광역시 울주군 범서읍 전라남도 신안군 자은면 경상남도 거제시 장목면 |
| 구와리     | 전북특별자치도 완주군 삼례읍 |
| 구왕리     | 충청남도 공주시 계룡면 |
| 구운리     | 강원특별자치도 화천군 상서면 |
| 구원리     | 전라남도 곡성군 곡성읍 경상남도 합천군 가야면 |
| 구월리     | 충청북도 괴산군 감물면 전북특별자치도 김제시 금산면 경상남도 사천시 용현면 |
| 구음리     | 충청북도 옥천군 청성면 |
| 구읍리     | 경기도 파주시 적성면 경기도 포천시 군내면 |
| 구인리     | 충청북도 보은군 장안면 |
| 구일리     | 충청북도 옥천군 옥천읍 경상북도 경산시 남천면 |
| 구자리     | 전북특별자치도 익산시 황등면 |
| 구자도리   | 전라남도 진도군 의신면 |
| 구잠리     | 경상북도 상주시 낙동면 |
| 구장리     | 경기도 안성시 양성면 경기도 화성시 팔탄면 |
| 구재리     | 충청남도 청양군 화성면 |
| 구전리     | 경상북도 영천시 화남면 |
| 구절리     | 강원특별자치도 정선군 여량면 |
| 구정리     | 강원특별자치도 강릉시 구정면 충청남도 홍성군 홍동면 전북특별자치도 김제시 봉남면 전라남도 나주시 노안면 전라남도 무안군 일로읍 경상북도 포항시 남구 오천읍 경상남도 합천군 야로면 |
| 구제리     | 전북특별자치도 완주군 운주면 |
| 구조라리   | 경상남도 거제시 일운면 |
| 구지리     | 경상북도 영천시 대창면 경상북도 포항시 북구 기계면 |
| 구천리     | 경상북도 봉화군 상운면 경상북도 안동시 일직면 경상북도 청송군 부남면 경상남도 거제시 동부면 경상남도 밀양시 단장면 경상남도 진주시 진성면 |
| 구촌리     | 충청북도 영동군 용산면 경상북도 청도군 매전면 |
| 구치리     | 충청남도 청양군 대치면 |
| 구칠리     | 부산광역시 기장군 철마면 |
| 구탄리     | 충청북도 영동군 심천면 |
| 구티리     | 충청북도 보은군 산외면 |
| 구평리     | 전북특별자치도 익산시 낭산면 경상북도 포항시 남구 구룡포읍 경상남도 사천시 서포면 경상남도 산청군 생초면 |
| 구포리     | 경기도 화성시 비봉면 경상남도 함안군 칠서면 |
| 구하리     | 인천광역시 강화군 내가면 |
| 구학리     | 강원특별자치도 원주시 신림면 충청북도 제천시 봉양읍 전라남도 영암군 도포면 |
| 구향리     | 경상북도 상주시 함창읍 |
| 구혜리     | 경상남도 함안군 대산면 |
| 구호리     | 경상북도 안동시 풍천면 경상남도 사천시 축동면 |
| 국계리     | 경상남도 함양군 유림면 |
| 국곡리     | 세종특별자치시 금남면 경상북도 안동시 일직면 |
| 국당리     | 경상북도 경주시 강동면 |
| 국동리     | 충청북도 청주시 청원구 내수읍 충청남도 공주시 탄천면 전라남도 나주시 문평면 전라남도 화순군 동면 |
| 국사리     | 충청북도 청주시 흥덕구 옥산면 경상북도 김천시 아포읍 |
| 국산리     | 전라남도 완도군 청산면 |
| 국수리     | 경기도 양평군 양서면 |
| 국원리     | 충청북도 옥천군 군북면 |
| 국전리     | 충청북도 청주시 상당구 가덕면 경상남도 밀양시 단장면 |
| 국촌리     | 세종특별자치시 연서면 |
| 국포리     | 전라남도 장수군 번암면 |
| 국화리     | 인천광역시 강화군 강화읍 경기도 화성시 우정읍 |
| 군간리     | 충청남도 서천군 마산면 |
| 군곡리     | 전라남도 해남군 송지면 |
| 군내리     | 전라남도 여수시 돌산읍 전라남도 완도군 완도읍 |
| 군농리     | 전라남도 보성군 회천면 |
| 군덕리     | 충청남도 아산시 선장면 |
| 군동리     | 충청남도 천안시 서북구 직산읍 |
| 군량리     | 경기도 이천시 대월면 강원특별자치도 양구군 양구읍 충청남도 청양군 청양읍 |
| 군사리     | 충청남도 부여군 임천면 충청남도 서천군 서천읍 |
| 군상리     | 전라북도 진안군 진안읍 |
| 군서리     | 충청남도 천안시 서북구 직산읍 |
| 군수리     | 충청남도 부여군 부여읍 |
| 군암리     | 경상남도 거창군 웅양면 |
| 군업리     | 강원특별자치도 홍천군 화촌면 |
| 군유리     | 전라북도 고창군 공음면 |
| 군자리     | 강원특별자치도 춘천시 동산면 충청북도 음성군 맹동면 전라남도 강진군 작천면 경상북도 김천시 어모면 경상남도 함양군 마천면 |
| 군탄리     | 강원특별자치도 철원군 갈말읍 |
| 군평리     | 전라북도 임실군 오수면 |
| 군하리     | 경기도 김포시 월곶면 전북특별자치도 진안군 진안읍 |
| 군행리     | 강원특별자치도 양양군 양양읍 |
| 굴암리     | 경기도 여주시 강천면 전북특별자치도 무주군 부남면 |
| 굴업리     | 인천광역시 옹진군 덕적면 강원특별자치도 홍천군 서면 |
| 굴운리     | 강원특별자치도 홍천군 화촌면 |
| 굴지리     | 강원특별자치도 홍천군 북방면 |
| 굴포리     | 전라남도 진도군 임회면 |
| 굴화리     | 울산광역시 울주군 범서읍 |
| 궁리       | 경기도 여주시 금사면 경기도 평택시 고덕면 충청남도 홍성군 서부면 |
| 궁각리     | 전라남도 순천시 주암면 |
| 궁근정리   | 울산광역시 울주군 상북면 |
| 궁기리     | 경상북도 구미시 도개면 경상북도 문경시 농암면 |
| 궁사리     | 전북특별자치도 정읍시 태인면 |
| 궁산리     | 전라북도 고창군 심원면 전라남도 담양군 수북면 전라남도 함평군 손불면 |
| 궁안리     | 전북특별자치도 부안군 계화면 |
| 궁양리     | 전북특별자치도 장수군 계남면 |
| 궁원리     | 전라남도 나주시 다도면 |
| 궁종리     | 강원특별자치도 횡성군 둔내면 |
| 궁천리     | 강원특별자치도 횡성군 횡성읍 |
| 궁촌리     | 강원특별자치도 삼척시 근덕면 강원특별자치도 원주시 문막읍 충청북도 영동군 상촌면 충청북도 옥천군 청성면 |
| 궁평리     | 경기도 광주시 도척면 경기도 연천군 청산면 경기도 화성시 서신면 충청북도 청주시 흥덕구 오송읍 충청남도 아산시 송악면 충청남도 아산시 선장면 충청남도 예산군 예산읍 충청남도 예산군 봉산면 |
| 궁포리     | 충청남도 보령시 천북면 |
| 궁항리     | 전라북도 진안군 부귀면 경상남도 거창군 고제면 경상남도 하동군 금성면 경상남도 하동군 옥종면 |
| 궁현리     | 충청북도 청주시 흥덕구 강내면 |
| 궁화리     | 충청남도 아산시 신창면 |
| 권관리     | 경기도 평택시 현덕면 |
| 권빈리     | 경상남도 합천군 봉산면 |
| 권선리     | 경상북도 영주시 문수면 |
| 권이리     | 경상북도 경주시 문무대왕면 |
| 권포리     | 전북특별자치도 남원시 운봉읍 |
| 권혜리     | 경상남도 의령군 부림면 |
| 궐곡리     | 충청남도 예산군 대술면 |
| 귀곡리     | 충청남도 예산군 신양면 경상남도 함양군 안의면 |
| 귀단리     | 경상북도 안동시 예안면 |
| 귀덕리     | 충청남도 부여군 세도면 제주특별자치도 제주시 한림읍 |
| 귀둔리     | 강원특별자치도 인제군 인제읍 |
| 귀래리     | 경기도 화성시 정남면 강원특별자치도 원주시 귀래면 충청북도 청주시 상당구 낭성면 |
| 귀만리     | 충청북도 괴산군 청천면 |
| 귀명리     | 경상남도 밀양시 하남읍 |
| 귀미리     | 경상북도 안동시 일직면 |
| 귀밀리     | 충청남도 서산시 해미면 |
| 귀백리     | 경기도 여주시 흥천면 |
| 귀산리     | 충청남도 공주시 우성면 전라남도 보성군 문덕면 전라남도 보성군 조성면 |
| 귀석리     | 전북특별자치도 남원시 금지면 |
| 귀여리     | 경기도 광주시 남종면 |
| 귀원리     | 경상북도 고령군 쌍림면 |
| 귀일리     | 제주특별자치도 제주시 애월읍 |
| 귀전리     | 경기도 김포시 통진읍 |
| 귀존리     | 경기도 연천군 왕징면 |
| 귀천리     | 경상북도 의성군 가음면 |
| 귀학리     | 전라남도 무안군 몽탄면 |
| 귀호리     | 경상북도 영천시 화남면 |
| 규암리     | 충청남도 부여군 규암면 |
| 귤암리     | 강원특별자치도 정선군 정선읍 |
| 근계리     | 경상북도 경주시 안강읍 |
| 근곡리     | 경기도 용인시 처인구 백암면 경상북도 청송군 안덕면 경상남도 창원시 마산합포구 진전면 |
| 근내리     | 경기도 평택시 팽성읍 |
| 근삼리     | 경기도 용인시 처인구 백암면 |
| 근창리     | 경기도 용인시 처인구 백암면 |
| 근촌리     | 전라남도 곡성군 삼기면 |
| 금리       | 대구광역시 달성군 유가읍 경상북도 예천군 개포면 경상남도 합천군 삼가면 |
| 금각리     | 경기도 평택시 서탄면 |
| 금갑리     | 전라남도 진도군 의신면 |
| 금강리     | 강원특별자치도 양양군 손양면 전북특별자치도 김제시 부량면 전라남도 강진군 군동면 전라남도 영암군 덕진면 전라남도 영암군 서호면 전라남도 해남군 송지면 |
| 금거리     | 충청북도 청주시 상당구 가덕면 |
| 금계리     | 강원특별자치도 삼척시 근덕면 충청북도 영동군 황간면 충청북도 청주시 흥덕구 옥산면 전북특별자치도 완주군 이서면 전라남도 곡성군 삼기면 전라남도 영광군 불갑면 ' 전라남도 영암군 학산면 전라남도 장성군 서삼면 전라남도 진도군 고군면 전라남도 함평군 해보면 경상북도 상주시 공성면 경상북도 안동시 서후면 경상북도 안동시 풍천면 경상북도 영주시 풍기읍 |
| 금고리     | 충청북도 음성군 소이면 |
| 금곡리     | 울산광역시 울주군 삼동면 경기도 남양주시 진접읍 경기도 양평군 용문면 경기도 여주시 가남읍 경기도 파주시 법원읍 경기도 평택시 안중읍 강원특별자치도 철원군 근북면 충청북도 단양군 단양읍 충청북도 보은군 회남면 충청북도 영동군 용산면 충청북도 진천군 광혜원면 충청북도 진천군 초평면 충청북도 충주시 대소원면 충청남도 논산시 연무읍 충청남도 당진시 송악읍 충청남도 예산군 대흥면 충청남도 홍성군 결성면 전북특별자치도 순창군 풍산면 전북특별자치도 장수군 장계면 전라남도 나주시 공산면 전라남도 완도군 생일면 전라남도 장흥군 용산면 전라남도 함평군 대동면 경상북도 경산시 남천면 경상북도 김천시 감문면 경상북도 김천시 증산면 경상북도 상주시 함창읍 경상북도 안동시 길안면 경상북도 영덕군 병곡면 경상북도 예천군 은풍면 경상북도 의성군 안평면 경상북도 청도군 풍각면 경상북도 청도군 매전면 경상북도 청송군 청송읍 경상북도 포항시 남구 장기면 경상남도 김해시 한림면 경상남도 밀양시 산외면 경상남도 사천시 사천읍 경상남도 진주시 지수면 |
| 금공리     | 충청남도 부여군 은산면 |
| 금관리     | 충청북도 청주시 상당구 미원면 |
| 금광리     | 경기도 안성시 금광면 강원특별자치도 강릉시 구정면 전북특별자치도 군산시 회현면 경상북도 영주시 평은면 경상북도 포항시 남구 동해면 |
| 금구리     | 대구광역시 군위군 군위읍 충청북도 옥천군 옥천읍 전북특별자치도 김제시 금구면 경상북도 경산시 압량읍 |
| 금국리     | 충청남도 홍성군 은하면 |
| 금굴리     | 충청북도 보은군 보은읍 |
| 금기리     | 전북특별자치도 임실군 운암면 |
| 금남리     | 경기도 남양주시 화도읍 경상북도 예천군 용궁면 경상북도 칠곡군 왜관읍 |
| 금내리     | 전라남도 구례군 토지면 |
| 금능리     | 전라남도 화순군 이양면 경상북도 예천군 호명면 제주특별자치도 제주시 한림읍 |
| 금다리     | 전라북도 남원시 보절면 |
| 금당리     | 경기도 여주시 가남읍 경기도 이천시 설성면 경기도 화성시 마도면 충청남도 서천군 화양면 충청남도 홍성군 홍동면 전라남도 강진군 성전면 전라남도 해남군 북일면 경상북도 상주시 중동면 경상남도 함양군 서상면 |
| 금대리     | 경기도 가평군 가평읍 강원특별자치도 원주시 판부면 강원특별자치도 횡성군 서원면 충청북도 청주시 청원구 북이면 충청남도 공주시 계룡면 경상북도 영천시 임고면 |
| 금덕리     | 충청남도 서천군 판교면 전라북도 장수군 장계면 전라남도 함평군 해보면 |
| 금동리     | 경기도 포천시 신북면 전라남도 나주시 노안면 |
| 금등리     | 제주특별자치도 제주시 한경면 |
| 금라리     | 경상북도 김천시 감문면 |
| 금락리     | 경상북도 경산시 하양읍 |
| 금릉리     | 경기도 파주시 진서면 |
| 금림리     | 경상북도 문경시 영순면 |
| 금마리     | 강원특별자치도 영월군 주천면 전라남도 고흥군 대서면 |
| 금매리     | 대구광역시 군위군 효령면 경상북도 울진군 매화면 |
| 금문리     | 경상남도 사천시 용현면 |
| 금반리     | 전라남도 곡성군 삼기면 경상남도 함양군 휴천면 |
| 금복리     | 경기도 화성시 정남면 충청남도 서천군 문산면 |
| 금봉리     | 전라남도 여수시 돌산읍 경상북도 봉화군 봉성면 경상북도 성주군 가천면 경상북도 의성군 옥산면 |
| 금사리     | 경기도 광주시 남종면 경기도 여주시 금사면 충청남도 부여군 구룡면 세종특별자치시 전의면 전라남도 강진군 군동면 전라남도 고흥군 영남면 |
| 금산리     | 경기도 안성시 일죽면 경기도 파주시 탄현면 강원특별자치도 강릉시 성산면 강원특별자치도 춘천시 서면 충청북도 옥천군 군서면 충청남도 아산시 도고면 전북특별자치도 김제시 금산면 전라남도 곡성군 입면 전라남도 구례군 간전면 전라남도 담양군 대덕면 전라남도 순천시 낙안면 전라남도 신안군 안좌면 전라남도 장성군 삼서면 전라남도 장흥군 장흥읍 전라남도 함평군 대동면 경상북도 구미시 장천면 경상북도 구미시 해평면 경상북도 상주시 화서면 경상북도 성주군 대가면 경상북도 성주군 성주읍 경상북도 칠곡군 왜관읍 경상남도 고성군 대가면 경상남도 밀양시 상동면 경상남도 양산시 동면 경상남도 창원시 마산합포구 진북면 경상남도 창원시 의창구 동읍 |
| 금석리     | 충청북도 음성군 금왕읍 |
| 금성리     | 충청남도 금산군 제원면 충청남도 아산시 인주면 전북특별자치도 김제시 금산면 전북특별자치도 군산시 옥산면 전북특별자치도 남원시 대산면 전북특별자치도 순창군 쌍치면 전북특별자치도 익산시 함라면 전북특별자치도 임실군 임실읍 전라남도 담양군 금성면 전라남도 순천시 외서면 전라남도 여수시 돌산읍 경상남도 사천시 곤명면 제주특별자치도 제주시 애월읍 |
| 금소리     | 경상북도 안동시 임하면 |
| 금송리     | 전라남도 함평군 학교면 전라남도 해남군 산이면 경상북도 김천시 감천면 경상남도 남해군 삼동면 |
| 금수리     | 강원특별자치도 고성군 간성읍 전라남도 영암군 신북면 |
| 금승리     | 경기도 파주시 탄현면 |
| 금신리     | 충청북도 괴산군 청안면 |
| 금악리     | 강원특별자치도 양구군 방산면 제주특별자치도 제주시 한림읍 |
| 금안리     | 전라남도 나주시 노안면 |
| 금암리     | 경기도 평택시 서탄면 충청북도 옥천군 동이면 충청북도 진천군 진천읍 충청북도 청주시 청원구 북이면 충청남도 당진시 송산면 충청남도 보령시 주산면 충청남도 부여군 규암면 세종특별자치시 장군면 전북특별자치도 군산시 서수면 전북특별자치도 임실군 오수면 경상북도 칠곡군 동명면 경상남도 창원시 마산합포구 진전면 |
| 금양리     | 대구광역시 군위군 의흥면 경상남도 합천군 합천읍 |
| 금어리     | 경기도 용인시 처인구 포곡읍 |
| 금오리     | 경상북도 의성군 춘산면 경상북도 포항시 남구 장기면 |
| 금왕리     | 경기도 양평군 양동면 |
| 금월리     | 인천광역시 강화군 선원면 전북특별자치도 순창군 복흥면 전라남도 담양군 담양읍 |
| 금음리     | 경상북도 울진군 후포면 경상남도 남해군 설천면 |
| 금의리     | 경기도 화성시 장안면 |
| 금이리     | 전라남도 광양시 진상면 |
| 금자리     | 전라남도 장흥군 부산면 |
| 금장리     | 경상북도 경주시 현곡면 경상북도 포항시 북구 흥해읍 |
| 금전리     | 전라남도 화순군 한천면 |
| 금정리     | 충청북도 영동군 심천면 충청남도 청양군 남양면 전북특별자치도 임실군 신덕면 전라남도 구례군 문척면 |
| 금주리     | 경기도 포천시 영중면 |
| 금지리     | 충청남도 부여군 내산면 전라남도 영암군 시종면 |
| 금진리     | 강원특별자치도 강릉시 옥계면 경상북도 영덕군 강구면 경상남도 사천시 서포면 |
| 금창리     | 강원특별자치도 원주시 신림면 전북특별자치도 순창군 구림면 |
| 금척리     | 경상북도 경주시 건천읍 |
| 금천리     | 충청남도 당진시 신평면 충청남도 부여군 남면 세종특별자치시 금남면 전북특별자치도 순창군 구림면 전라남도 광양시 다압면 전라남도 보성군 율어면 경상북도 상주시 모동면 경상북도 울진군 온정면 경상북도 의성군 춘산면 경상북도 청도군 각북면 경상북도 청도군 매전면 경상남도 밀양시 산외면 경상남도 함양군 안의면 |
| 금촌리     | 경상북도 청도군 이서면 |
| 금치리     | 충청남도 예산군 봉산면 전라남도 순천시 별량면 |
| 금파리     | 경기도 파주시 파평면 |
| 금판리     | 전북특별자치도 부안군 백산면 |
| 금평리     | 충청북도 괴산군 청천면 충청남도 홍성군 홍동면 전북특별자치도 고창군 해리면 전북특별자치도 무주군 무풍면 전북특별자치도 무주군 안성면 전북특별자치도 순창군 쌍치면 전북특별자치도 완주군 이서면 전북특별자치도 임실군 지사면 전라남도 순천시 황전면 전라남도 해남군 화원면 경상북도 김천시 구성면 경상남도 통영시 사량면 경상남도 합천군 야로면 |
| 금포리     | 대구광역시 달성군 논공읍 경상남도 밀양시 초동면 |
| 금풍리     | 강원특별자치도 양양군 강현면 전라남도 해남군 화산면 |
| 금학리     | 충청남도 서산시 팔봉면 경상북도 영양군 입암면 경상북도 의성군 옥산면 |
| 금현리     | 경기도 포천시 가산면 전라남도 담양군 고서면 |
| 금호리     | 세종특별자치시 부강면 전라남도 보성군 노동면 전라남도 장성군 황룡면 전라남도 해남군 산이면 경상북도 구미시 해평면 경상북도 영덕군 강구면 경상북도 영천시 화남면 경상북도 칠곡군 지천면 |
| 금화리     | 경상북도 칠곡군 가산면 |
| 금화정리   | 강원특별자치도 고성군 토성면 |
| 금흔리     | 경상북도 상주시 사벌국면 |
| 기리       | 강원특별자치도 양양군 양양읍 경상남도 거창군 가조면 경상남도 합천군 율곡면 |
| 기각리     | 전라남도 함평군 함평읍 |
| 기곡리     | 대구광역시 달성군 하빈면 경기도 연천군 왕징면 강원특별자치도 삼척시 원덕읍 충청남도 아산시 도고면 전북특별자치도 무주군 설천면 전라남도 담양군 봉산면 경상북도 예천군 보문면 경상북도 청송군 진보면 |
| 기구리     | 경상북도 경주시 양남면 |
| 기대리     | 충청북도 보은군 마로면 |
| 기덕리     | 충청남도 청양군 화성면 |
| 기도리     | 경상북도 의성군 안평면 |
| 기동리     | 충청북도 단양군 적성면 전라남도 신안군 암태면 전라남도 장흥군 장평면 전라남도 장흥군 부산면 |
| 기로리     | 충청남도 천안시 서북구 입장면 |
| 기룡리     | 부산광역시 기장군 장안읍 세종특별자치시 연서면 |
| 기린리     | 전북특별자치도 정읍시 소성면 |
| 기복리     | 충청남도 서천군 화양면 |
| 기사리     | 경상북도 안동시 예안면 경상북도 영덕군 지품면 |
| 기사문리   | 강원특별자치도 양양군 현북면 |
| 기산리     | 경기도 양주시 백석읍 경기도 파주시 광탄면 경기도 평택시 현덕면 경기도 포천시 일동면 충청남도 공주시 계룡면 충청남도 홍성군 갈산면 전북특별자치도 익산시 삼기면 전라남도 장성군 장성읍 전라남도 장흥군 안양면 경상북도 고령군 성산면 경상북도 성주군 용암면 경상북도 안동시 풍천면 경상북도 영양군 영양읍 경상남도 밀양시 상남면 |
| 기성리     | 경상북도 울진군 기성면 경상북도 칠곡군 동명면 |
| 기세리     | 대구광역시 달성군 옥포읍 |
| 기솔리     | 경기도 안성시 삼죽면 |
| 기암리     | 충청북도 청주시 상당구 미원면 (岐岩) 충청북도 청주시 상당구 미원면 (基岩) 충청북도 청주시 청원구 오창읍 경상북도 영덕군 축산면 |
| 기양리     | 전북특별자치도 익산시 금마면 전라남도 장흥군 장흥읍 경상북도 울진군 매화면 |
| 기월리     | 경상남도 고성군 고성읍 |
| 기은리     | 충청남도 서산시 대산읍 |
| 기일리     | 경상북도 포항시 북구 신광면 |
| 기전리     | 충청북도 진천군 덕산읍 |
| 기족리     | 경상북도 고령군 성산면 |
| 기좌리     | 경기도 안성시 보개면 전라남도 강진군 옴천면 |
| 기지리     | 경기도 포천시 신북면 충청남도 서산시 해미면 |
| 기지시리   | 충청남도 당진시 송악읍 |
| 기천리     | 경기도 화성시 팔탄면 |
| 기촌리     | 충청북도 단양군 단양읍 |
| 기포리     | 충청남도 서산시 고북면 경상북도 영양군 청기면 |
| 기호리     | 충청북도 영동군 심천면 |
| 기화리     | 강원특별자치도 평창군 미탄면 |
| 길리       | 경상남도 산청군 단성면 |
| 길곡리     | 강원특별자치도 홍천군 서면 충청남도 금산군 제원면 전북특별자치도 남원시 대산면 경상북도 울진군 매화면 경상남도 창녕군 길곡면 |
| 길두리     | 전라남도 고흥군 포두면 |
| 길명리     | 경기도 포천시 일동면 |
| 길산리     | 전라북도 무주군 설천면 |
| 길상리     | 충청북도 보은군 보은읍 |
| 길선리     | 충청북도 괴산군 소수면 |
| 길성리     | 경기도 화성시 향남읍 전라남도 화순군 백아면 경상남도 진주시 이반성면 |
| 길용리     | 전라남도 영광군 백수읍 |
| 길은리     | 전라남도 진도군 지산면 |
| 길음리     | 경기도 평택시 오성면 |
| 길정리     | 인천광역시 강화군 양도면 |
| 길직리     | 인천광역시 강화군 길상면 |
| 길천리     | 부산광역시 기장군 장안읍 울산광역시 울주군 상북면 경상북도 의성군 봉양면 |
| 길탕리     | 충청북도 보은군 산외면 |
| 길평리     | 경상남도 사천시 축동면 |
| 길현리     | 충청북도 영동군 심천면 |
| 김녕리     | 제주특별자치도 제주시 구좌읍 |
| 김봉리     | 경상남도 합천군 봉산면 |
| 김부리     | 강원특별자치도 인제군 상남면 |
| 김산리     | 충청북도 단양군 매포읍 |
| 김용리     | 경상북도 문경시 산북면 경상북도 문경시 영순면 |
| 김전리     | 경상북도 청도군 금천면 |
| 김천리     | 경상남도 거창군 거창읍 |
| 김흥리     | 대구광역시 달성군 옥포읍 |

## 같이 보기
- 대한민국의 행정 구역 목록